# Pipistrellus nanulus
Pipistrellus nanulus é uma espécie de morcego da família Vespertilionidae. Pode ser encontrada na África Ocidental e Central.